# 胼胝
胼胝（たこ、べんち）とは、物理的圧迫を反復して受け続けることにより、皮膚の角質が増殖して肥厚・硬化し、丘状扁平に隆起する現象。
角質層が真皮に向かって楔状に突起し痛みを伴うものは鶏眼（魚の目〈うおのめ〉）という。

## 原因
反復する外的刺激への反応によって生じるもので、窮屈な靴やハイヒールを履き続けることが原因となっていることが多い。予防には、足にあった靴を履く、軟らかい靴の中敷きを使用するなど、皮膚に対する機械的な刺激を避けることが重要である。
また、糖尿病などによる末梢神経の障害が原因の足変形（爪先のハンマートゥやクロストゥ）の結果として、局部的な圧迫が持続して生じることもある。
筆記用具を長時間使用することにより手の指にできる場合（ペンダコ）や、長時間座ることにより足や尻にできる場合（座りダコ）、スポーツの防具などを使用することでできる場合もある。
摂食障害を抱える人は太ることを恐れ、自発的な嘔吐を試みる。一般的には人差し指または中指を喉に突っ込み、嘔吐中枢を刺激する方法がとられるが、その際に指の背部の付け根部分を自分の歯で傷つけてしまい、「吐きダコ」ができることがある。

## 治療法
足浴により角質を柔らかくし、医療行為としては角質削り（コーンカッター）やグラインダーで削り取った後、尿素軟膏やサリチル酸ワセリンなどで保湿を行う。重度のものは手術で取り除く。尋常性疣贅（疣）と間違えて処置を行うと症状を悪化させることもあるため、鑑別と適切な治療が必要である。素人による治療はリスクを伴う。誤って傷をつけると二次感染のおそれがあり、潰瘍の形成、蜂窩織炎、壊死性筋膜炎など重症化することもある。

## 慣用句
「耳にたこができる」という慣用句があり、同じ話を何度も聴かされて慣れてしまう様子を表す。